# Municipio de Johnson (condado de Ripley, Misuri)
El municipio de Johnson (en inglés: Johnson Township) es un municipio ubicado en el condado de Ripley en el estado estadounidense de Misuri. En el año 2010 tenía una población de 549 habitantes y una densidad poblacional de 3,47 personas por km².

## Geografía
El municipio de Johnson se encuentra ubicado en las coordenadas 36°44′39″N 90°41′43″O / 36.74417, -90.69528. Según la Oficina del Censo de los Estados Unidos, el municipio tiene una superficie total de 158 km², de la cual 157,95 km² corresponden a tierra firme y (0,03 %) 0,05 km² es agua.

## Demografía
Según el censo de 2010, había 549 personas residiendo en el municipio de Johnson. La densidad de población era de 3,47 hab./km². De los 549 habitantes, el municipio de Johnson estaba compuesto por el 97,81 % blancos, el 0,73 % eran amerindios, el 0,36 % eran de otras razas y el 1,09 % eran de una mezcla de razas. Del total de la población el 0,55 % eran hispanos o latinos de cualquier raza.